# Corydalis brevirostrata
Corydalis brevirostrata är en vallmoväxtart. Corydalis brevirostrata ingår i släktet nunneörter, och familjen vallmoväxter.

## Underarter
Arten delas in i följande underarter:
- C. b. brevirostrata
- C. b. tibetica